# Kdump

kdump는 커널 패닉 이벤트 시에 충돌 덤프를 생성하는 리눅스 커널의 한 부분이다. Kdump가 발생하면 디버깅 목적으로 분석될 수 있고 충돌의 원인을 결정할 수 있는 메모리 이미지(또한 vmcore라고도 알려진)를 익스포트한다. ELF 객체로서 익스포트된 메인 메모리의 덤프된 이미지는 커널 충돌을 다루는 동안에 직접적으로 /proc/vmcore를 통해서 접근될 수 있으며 로컬상으로 접근 가능한 파일 시스템으로 또는 raw 디바이스 그리고 네트워크를 통해 접근 가능한 원격 시스템으로 자동으로 저장될 수 있다.

## 내부

"듀얼 커널" 레이아웃에서, kdump는 다른 커널을 부팅하고 메모리 덤프를 얻기 위해 kexec를 사용한다.

커널 충돌이 일어나는 이벤트 발생 시에, kdump는 dump-capture kernel로 알려진 다른 리눅스 커널을 부팅함으로써 시스템의 일관성을 유지하며 이것을 메모리 덤프를 익스포트하고 저장하는데 사용한다. 결과적으로 시스템은 여러 문제들을 유발할 수 있는 이미 충돌된 커널 대신에 깨끗하고 신뢰성 있는 환경으로 부팅된다. 이 "듀얼 커널" 레이아웃을 구현하기 위해서 kdump는 kexec을 사용한다. kexec은 커널 충돌 이후에 즉시 덤프-캡처 커널로 부팅하며, kdump는 부트로더의 실행 없이 현재 실행 중인 커널로 부팅할 수 있는 kexec의 능력을 사용한다. 덤프-캡처 커널은 이 목적을 위한 독립적인 리눅스 커널 이미지이거나 또는 재배치 가능한 커널을 지원하는 아키텍처에서 재사용 가능한 주요 커널 이미지일 수 있다.
부팅되고 덤프-캡처 커널을 실행하는 동안 미리 RAM의 작은 부분을 예약함으로써 메인 메모리(RAM)의 내용들은 보존된다. 또한 덤프-캡처 커널은 미리 로드되기 때문에 주요 커널에서 사용되는 RAM의 어떤 부분도 커널 충돌을 다루는 동안에 겹쳐써지지 않는다. 램의 이 보존된 부분은 덤프-캡처 커널에 의해서 사용되며 일반적인 시스템 동작에서는 사용되지 않는다. x86 같은 몇몇 아키텍처들은 어디에 로드되었는지와 상관 없이 커널을 부트하기 위해 RAM의 작은 고정된 위치 부분을 요구한다; 이 경우 kexec는 이 RAM의 부분의 복사본을 만들고 이것은 또한 덤프-캡처 커널에 의해 접근될 수 있다. RAM의 저장된 부분의 크기와 옵셔널 위치는 커널 부트 파라미터 crashkernel에 명시되며 kexec 명령줄 라인 유틸리티는 주요 커널이 덤프-캡처 커널을 미리 로드하고 initrd 이미지를 RAM의 보존된 부분에 관련시키기 위해 부팅된 이후에 사용된다.
리눅스 커널의 한 부분인 기능 외에도 추가적인 사용자 공간 유틸리티들이 kdump 메카니즘을 지원하는데, 위에서 언급한 kexec 유틸리티가 그것이다. kexec의 패치로서 제공되는 공식 유틸리티들 외에도 몇몇 리눅스 배포판은 kdump의 동작을 단순화하는 추가적인 유틸리티들을 제공하는데 메모리 덤프 파일의 자동화된 저장의 설치가 그것이다. 생성된 덤프 파일들은 GDB를 사용하거나 레드햇의 충돌 전용 유틸리티를 사용해서 분석될 수 있다.

## 역사
kdump 기능은 kexec와 함께 리눅스 커널 버전 2.6.13에 추가되었다.

## 같이 보기
- debugfs - 리눅스 커널의 RAM 기반 파일 시스템으로서 디버깅 목적으로 설계되었다.
- kdump (BSD) - ktrace 유틸리티에 의해 생성된 트레이스 파일을 보는 용도의 BSD 유틸리티.
- 리눅스 커널 웁스 - 리눅스 커널의 잠재적으로 치명치 않은 비정상적 행동.